# Apostolo Zeno
Apostolo Zeno (11. prosince 1668, Benátky – 11. listopadu 1750, Benátky) byl italský básník, libretista a novinář.

## Život
Původem benátský šlechtic. V roce 1691 byl mezi zakladateli Accademia degli Animosi. Již první operní libreto, které napsal v roce 1695, Gli inganni felici, mělo velký úspěch a zařadilo ho mezi módní libretisty té doby. Od roku 1705 spolupracoval s Pietrem Pariatim, kterému přenechal kompozici libreta a sám psal dramatické scény. Jeho díla byla zhudebněna nejpřednějšími skladateli té doby. Na jeho texty komponovali např. Antonio Vivaldi, Baldassare Galuppi, Georg Friedrich Händel, Johann Adolf Hasse, Niccolò Jommelli, Tommaso Traetta, Nicola Antonio Porpora, Giovanni Paisiello, Giovanni Battista Pergolesi, Alessandro Scarlatti, Luigi Cherubini a další. Často bylo totéž libreto zhudebněno několika skladateli (viz níže).
Jako novinář nejprve pracoval pro časopis Galleria di Minerva. V roce 1710 založil společně s Scipionem Maffei, Antoniem Vallisneri a s bratrem Pierem Caterino Zenou časopis Giornale de' letterati d'Italia, který zasvětili péči o povznesení italského jazyka a literatury. Časopis měl velký úspěch, přispívali do něj přední osobnosti té doby, jako Scipione Maffei, Antonio Vallisneri, Eustachio Manfredi, Ludovico Antonio Muratori, Giovanni Battista Morgagni, Giovan Battista Vico a Bernardino Ramazzini.
V roce 1718 byl Apostolo Zeno povolán k císařskému dvoru do Vídně jako dvorní básník s titulem "poeta e istorico di S. M. Cesarea". V roce 1729 ho pak v této funkci vystřídal Pietro Metastasio. Vrátil se do Benátek a zcela se věnoval své rozsáhlé sbírce mincí.

## Dílo

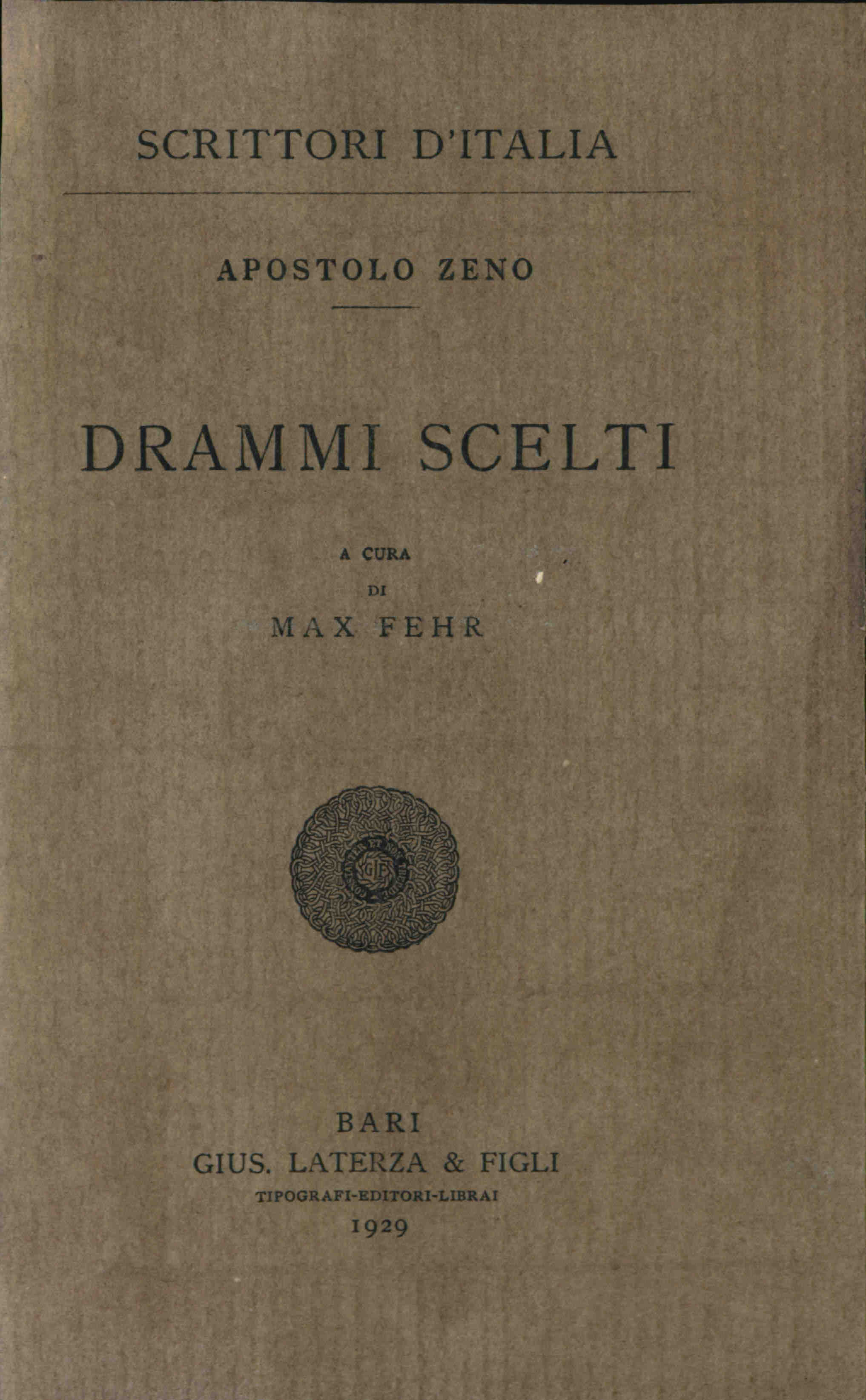
Drammi scelti

Apostolo Zeno napsal libreta k nejméně 36 operám a 17 oratoriím. Psal zejména na historická a mýtologická témata. Mezi nejznámější a nejčastěji zhudebňovaná díla patří Gli inganni felici (1695), Faramondo (1698), Lucio Vero (1700), Merope (1711), Alessandro Severo (1716), Griselda (1718), Teuzzone (1719), a Semiramide (1725).
Ve vztahu k českým zemím je zajímavé, že jedno z jeho libret má za námět život a smrt českého a polského krále Václava II. Nicméně stejně jako v celé řadě oper na podobné téma (kterých vzniklo v té době v Evropě několik desítek a vysloužily si v odborné literatuře i samostatný název Vincislao opera) použil historicky chybnou syntézu životů sv. Václava a Václava II. a do smrti Václava II. připsal bratrovražedný motiv.
Z jeho literárních prací je nejznámější „Dissertazioni vossiane“, což jsou dodatky a opravy k Vossově spisu De historicis latinis. Další dílo podobného charakteru, Annotazioni to the Biblioteca della eloquenza italiana by Giusto Fontanini, bylo vydáno až po Zenově smrti. Jeho rozsáhlá korespondence byla vydána pod názvem Epistolario

## Zhodnocení
Z kritického pohledu na nerealistické a přehnané prvky dosavadních melodramat vyplynul požadavek na větší pravděpodobnost zápletky a literární čistotu textu. Zeno zahájil reformu, která učinila melodrama realističtější a pravděpodobnější. Inspiroval se francouzskými tragédiemi a stejně jako tyto, usiloval o větší jednotu místa a času. Zredukoval počet jednajících postav a omezil i počet scén. Zcela vyloučil klaunské role. Svá libreta psal tak, aby mohla být provozována i bez hudby. V reformě dále pokračoval Pietro Metastasio a uvedené zásady se staly základem pro celou hudebně-dramatickou formu zvanou opera seria.

## Některá díla a skladatelé kteří je zhudebnili
- Eumene (1697) – Francesco Gasparini, Nicola Antonio Porpora, Tomaso Albinoni, Niccolò Jommelli
- Lucio Vero (1700) – Tomaso Albinoni, Francesco Gasparini, Baldassare Galuppi, Niccolò Jommelli,Tommaso Traetta
- Griselda (1701) – Tomaso Albinoni, Luca Antonio Predieri, Alessandro Scarlatti a Antonio Vivaldi
- L’amor generoso (1707) – Francesco Gasparini, Antonio Vivaldi, Baldassare Galuppi
- Flavio Anicio Olibrio (1708) – Francesco Gasparini, Nicola Antonio Porpora und Niccolò Jommelli
- Merope (1711) – Francesco Gasparini, Luca Antonio Predieri, Antonio Vivaldi, Niccolò Jommelli, Florian Leopold Gassmann, Tommaso Traetta
- Lucio Papirio dittatore (1719) Antonio Caldara, Johann Adolf Hasse, Carl Heinrich Graun, Baldassare Galuppi, Giovanni Paisiello, Pasquale Anfossi und Luigi Cherubini
- Caio Fabbrizio (1729) – Antonio Caldara, Johann Adolf Hasse, Carl Heinrich Graun